# Costa Vescovato
Costa Vescovato är en ort och kommun i provinsen Alessandria i regionen Piemonte i Italien. Kommunen hade 327 invånare (2018).